# Корнь (Марамуреш)
Корнь, Корні (рум. Corni) — село у повіті Марамуреш в Румунії. Входить до складу комуни Біказ.
Село розташоване на відстані 413 км на північний захід від Бухареста, 47 км на південний захід від Бая-Маре, 89 км на північний захід від Клуж-Напоки.

## Населення
За даними перепису населення 2002 року у селі проживали 396 осіб, усі — румуни. Усі жителі села рідною мовою назвали румунську.